# Der Bulle von Tölz: Bei Zuschlag Mord
Bei Zuschlag Mord (Arbeitstitel: Tod Antik) ist ein deutscher Fernsehfilm von Walter Bannert aus dem Jahr 1997 nach einem Drehbuch von Christian Grohmann-Colella. Es ist die 7. Folge der Krimiserie Der Bulle von Tölz mit Ottfried Fischer als Hauptdarsteller in der Rolle des Hauptkommissars Benno Berghammer. Die Erstausstrahlung erfolgte am 26. Januar 1997 auf Sat.1.

## Handlung
Der Antiquitätenhändler Franz Landig wird erschlagen im Wald aufgefunden. Er war in der „Pension Resi“ einquartiert. Die Ermittlungen führen die Kommissare Benno Berghammer und Sabrina Lorenz zu Thomas Landig, den Halbbruder des Toten, der unumwunden einräumt, ein schlechtes Verhältnis zu ihm gehabt zu haben, weil Franz ständig Kunden betrogen hat. Außerdem hat er im Antiquitätenladen von Marthe Posche, der Tante seiner Freundin Nicole, Franz dabei erwischt, wie er den Tresor ausräumen wollte.
Von Marthe Posche erfahren die Kommissare, dass Franz Landig bei ihrem verstorbenen Mann gearbeitet und das Restaurieren gelernt hat. Sie gibt Landig die Schuld am Niedergang des Antiquitätenladens, weil er in die eigene Tasche gewirtschaftet und durch seine Betrügereien den Ruf ruiniert hat. Beim Überprüfen des Tresors stellt sie fest, dass ein Bischofskreuz aus dem 13. Jahrhundert fehlt. Die dazugehörige Bischofskrumme nimmt Berghammer mit, um Spuren und Fingerabdrücke abgleichen zu können.
Nicole Posche äußert die Vermutung, dass der verschlagene Anwalt Ewald Rennmann sich nach und nach den Laden ihrer Tante unter den Nagel reißen will – eine Vollmacht hat er sich bereits gesichert und die Kunsthistorikerin Frauke Bierling als Beraterin eingestellt; Nicole selbst hat aber kein Interesse an dem Geschäft.
Als ein nagelneuer, bereits bezahlter Mercedes für Franz Landig bei der Pension Resi abgeliefert wird, ist Benno Berghammer klar, dass der Tote eine bislang ungeahnte Geldquelle hatte. In einem Haus, das Franz Landig gehörte, treffen die Kommissare auf Nicole Posche und Thomas Landig, die eingebrochen und eine Liste entdeckt haben, die darauf hindeutet, dass Franz Landig gefälschte gestohlene Ikonen verkauft hat. Die Zahlen hinter den Objekten könnten Codes sein, die zu bestimmten Personen gehören, doch diese Spur führt ins Leere.
Kommissar Berghammer stellt seine Mutter zur Rede, weil die alte Kaminuhr verschwunden ist, woraufhin sie schließlich zugibt, das Schätzchen für 3.000 Mark an Franz Landig verkauft zu haben. Sie ist entsetzt, als sie erfährt, dass die Uhr auf 40.000 Mark geschätzt wurde. In der darauf folgenden Nacht wird die Pension Resi von einem Einbrecher heimgesucht, doch dieser kann lediglich zwei Ikonen erbeuten, bevor er von Kommissar Berghammer aufgescheucht wird und unerkannt flüchtet. Resi Berghammer plündert ihr Bankkonto, um ihre Kaminuhr zurückzuersteigern, doch wird sie von Anwalt Rennmann hoffnungslos überboten. Dieser hat Erbarmen mit Frau Berghammer und will ihr die Uhr schenken, was ihr Sohn Benno jedoch verbietet, weil er es als Bestechungsversuch wertet.
Inzwischen haben die Kriminaltechniker herausgefunden, dass das verschwundene Bischofskreuz wahrscheinlich die Tatwaffe ist, denn der in einer Kopfwunde sichergestellte Rubin scheint genau dazu zu passen. Darüber hinaus wurde ein abgerissener Aufnäher mit Hautpartikeln des Opfers gefunden. Die Aufschrift führt die Kommissare zu einer entlegenen Berghütte, deren Bewohner gegen Bezahlung Leute verprügeln. Sie geben die Attacke auf Franz Landig zu, behaupten aber, er habe noch gelebt, als sie ihn verletzt zurückgelassen hätten. Die Auftraggeber seien der Auktionator Berghof und der Antiquitätenhändler Georg Erbacher gewesen. Die beiden gestehen, im Auftrag von Anwalt Rennmann die Schläger angeheuert zu haben. Sie seien, wie auch der Anwalt, von Landig mit seinem Wissen um die Geschäfte mit den gefälschten Ikonen erpresst worden. Es sei darum gegangen, belastende Papiere von Landig zu erhalten. Berghof und Erbacher werden wegen Anstiftung zum Mord verhaftet.
Nicole Posche und Thomas Landig haben verschwiegen, dass sie einen Schlüssel zu einem Bankschließfach gefunden haben, und statten der Bank einen Besuch ab. Das Schließfach enthält eine Liste mit Namen und Geldsummen. Nicole Posche verwendet eine Kopie davon als Druckmittel, um Anwalt Rennmann hinauszuwerfen, doch dieser ist bewaffnet und sperrt sie in den Keller. Anschließend fährt er zu Thomas Landig, um das Original zu verlangen. Der Anwalt schießt auf den Mann und ergreift die Flucht, der festen Meinung, Thomas Landig sei tot. Doch dieser rappelt sich auf, als die Luft rein ist, und alarmiert die Kommissare, die sofort zu ihm fahren. Die Liste, die er ihnen aushändigt, enthält die Namen der Personen, die Franz Landig erpresst hat, darunter Berghof, Erbacher, Prälat Hinter und Rennmann.
Marthe Posche holt die freigegebene Bischofskrumme von der Polizei ab. Anwalt Rennmann nimmt sie ihr sogleich ab und bestellt Prälat Hinter zu sich, um ihm die Krumme zu verkaufen – 200.000 Mark für das Objekt, 70.000 Mark Provision für Rennmann. Als das Geschäft gerade abgewickelt ist, stürmen Berghammer und Lorenz mit Thomas Landig im Schlepptau den Laden. Da entdeckt Berghammer das verschwundene Bischofskreuz; die vom Prälaten gerade erstandene Bischofskrumme konfisziert er gleich mit. Landig bedroht den Anwalt mit einer Waffe und will wissen, wo Nicole ist. Rennmann verrät es ihm, worauf Sabrina Lorenz in den Keller eilt, um sie zu befreien. Nicole kann Landig gerade noch davon abhalten, auf den Anwalt zu schießen. Rennmann und Bierling werden verhaftet.
Die kriminaltechnische Untersuchung des Bischofskreuzes überführt den Anwalt endgültig als Mörder von Franz Landig, obwohl Rennmann die Tatwaffe abgewischt und sein Geständnis widerrufen hat, um Frauke Bierling alles in die Schuhe zu schieben.
Benno Berghammer bietet Prälat Hinter die Bischofskrumme für 400.000 Mark an. Der Geistliche zögert und möchte feilschen, doch der Kommissar ködert ihn erfolgreich mit dem Versprechen, den Namen Hinter von der verfänglichen Ikonenliste verschwinden zu lassen. Danach geht der Kommissar nach Hause, wo die Geburtstagsfeier seiner Mutter begonnen hat. Nicole Posche und Thomas Landig erscheinen ebenfalls und schenken Resi Berghammer die alte Kaminuhr.

## Hintergrund
Die Dreharbeiten wurden in Bad Tölz durchgeführt; als Schauplatz für die „Pension Resi“ diente das Hollerhaus Irschenhausen.

## Kritik
Die Programmzeitschrift TV Spielfilm schreibt: „Runde Unterhaltung aus feinen Kreisen.“